# Casa del Baró de la Roda
Casa del Baró de la Roda és un habitatge del municipi de Cadaqués (Alt Empordà) inclòs en l'Inventari del Patrimoni Arquitectònic de Catalunya.

## Descripció
Situada dins del nucli antic de la població, al sector oriental de la platja de Port Alguer o Portdoguer, davant la riba Nemesi Llorens.
Edifici de planta rectangular, format per dues crugies, amb teulada de dues vessants i adossat a Can Puignau. Consta de planta baixa i tres pisos. Les façanes posteriors fan cantonada i estan encarades a mar, una en direcció al Portdoguer i l'altra a la riba. Forma part del traçat de l'antiga muralla. La façana marítima presenta una àmplia terrassa oberta a mar al nivell del segon pis, delimitada per una llarga barana. L'edifici es va ampliar fins a la cantonada original, entregant-se a ella per mitjà d'un balcó en punt rodó que es repeteix en el primer pis.
Els portals de la planta baixa són d'arc de mig punt i destaquen per les seves grans dimensions. Les finestres són majoritàriament rectangulars, ordenades simètricament als pisos superiors. Les del segon pis estan delimitades per balustrades de fusta, a manera de baranes. A la cantonada, damunt dels portals, hi ha tres finestres d'arc de mig punt.
La façana al carrer Santa Maria presenta les finestres ordenades segons eixos verticals, la majoria d'obertura rectangular, amb el portal d'accés d'arc rebaixat.
Tota la construcció es troba arrebossada i pintada de color blanc.

## Història
L'edifici conegut com la casa del Baró de la Roda, agafa el nom del seu propietari original. Aquest va bastir l'immoble, aprofitant trams de l'antiga muralla medieval del nucli originari de Cadaqués. Fou reformada vers l'any 1910, adoptant el seu aspecte actual. Destacaven un seguit d'escultures situades damunt la barana de l'ampli badiu, obert a mar en el segon pis, avui desaparegudes.